# Souimanga à col rouge
Anthreptes rubritorques
Espèce
Statut de conservation UICN

VU : Vulnérable
Le Souimanga à col rouge (Anthreptes rubritorques) est une espèce de passereaux de la famille des Nectariniidae. Cette espèce est endémique de Tanzanie.

## Systématique
Le nom valide complet (avec auteur) de ce taxon est Anthreptes rubritorques Reichenow, 1905.
Ce taxon porte en français les noms vernaculaires ou normalisés suivants : Souimanga à col rouge, Souimanga à collier brun.